# Metropolit-projektet
Projektet Metropolit var en internationellt unik longitudinell studie av 15 117 personer födda 1953 som tio år senare, 1963, var bosatta i Stockholm, genomförd av Sociologiska institutionen vid Stockholms universitet. Det beskrivande namnet på Metropolit-studien var Stockholmsungdomarnas framtidsutsikter. Upplägget i Metropolit-projektet var tänkt att bli mer än ett registerdata-projekt, för man skulle följa årgångseleverna födda 1953 fram till 30 års ålder. Studien startade hösten 1965 med en elevenkät i Stockholmsskolorna på pojkar och studien utökades våren 1966 till att omfatta även flickor födda 1953. I en skrivelse till Justitieombudsmannen (JO) 1986, som fick in anmälningar mot projektet efter kritikerstormen i massmedia, beskrev professor Carl-Gunnar Janson projektets fem problemområden i en fallande grad av betydelse:
1. Social stratifiering och social rörlighet med särskild inriktning på utbildningens och socialisationens roll.
2. Avvikande beteende som socialt problem, såsom brottslighet, drogmissbruk, psykisk och somatisk sjukdom och socialt beroende.
3. Val av partner och familjebildning.
4. Fritidsaktiviteter inklusive massmedia-exposition.
5. Flyttningar.[4]

I början av 1960-talet planlades studien från början som ett samnordisk forskningsprojekt, där varje storstadsområde skulle göra en forskningsstudie på en kohort elever födda 1953. I Norge stoppades studien av en stark föräldraopinion innan den startade och i Finland fanns inte tillräckligt intresse. Universitetet i Köpenhamn blev först i Norden med att starta studien, men då vänstervågen nådde den sociologiska institutionen i Köpenhamn mot slutet av 1960-talet kritiserades studien som avbröts på 1970-talet då anslagen uteblivit. Metropolit-projektet vid Stockholms universitet finansierades främst av Riksbankens Jubileumsfond åren 1966 till 1985, därefter av Forskningsrådsnämnden. Projektet samlade in omfattande data om personerna i studien från ett antal myndighetsregister. 
När Dagens Nyheter påstod i en stort uppslagen artikel, den 10 februari 1986, att 15000 Stockholmare varit granskade i hemlighet började medias granskning av forskningsprojektet Metropolit. Samma dag rapporterade nyhetssändningarna i TV-media nyheten. Övrig press följde efter med stort uppslagna reportage om ett forskningsprojekt som sades ha kartlagt dessa individers hela liv.
En intensiv debatt blossade upp om det etiskt försvarbara i att samla information om forskningsobjekt utan deras medgivande. Upprörda deltagare i Metropolit-studien begärde ut alla data om sig själva men nekades dessa.
Efter uppmärksamheten i media beslutade förste arkivarie Lennart Lundquist på Riksarkivet (RA) i samråd med förvaltningen på Stockholms universitet att grundmaterialet till Metropolit-projektet skulle föras över till Riksarkivet i väntan på beslut från Datainspektionen (DI) om huruvida forskningsregistret kunde fortsätta. Innan denna överföring kom till stånd förstörde emellertid universitets förvaltning en stor del av handlingarna i Metropolit-projektet. Den 9 april 1986 lät Stockholms universitet industriellt destruera 26 kartonger hos Industrileveranser AB i Solna, innehållande enkäter, magnetband och papperskopior av viss rådata på order från projektets ledare Carl-Gunnar Janson, trots att universitetet tidigare kommit överens med tillsynsmyndigheten Riksarkivet om att Metropolit-arkivet skulle arkiveras på RA. Detta kom i sin tur Riksarkivet att protestera mot att sådant destruerats som borde ha arkiverats som allmän handling. Stockholms universitet hävdade som skäl till destruktionen att handlingarna varit arbetsmaterial som inte omfattades av offentlighetsprincipen, vidare att forskningsledaren lovat deltagarna att förstöra materialet när projektet var klart. Detta skapade en ny inomvetenskaplig debatt om forskningshandlingar var allmänna handlingar som löd under offentlighetsprincipen. En rapport av Alf Bohlin som tillkom efter Metropolit-affären klargjorde frågan i lagstiftningen om offentlighet i forskningsverksamhet och någon frizon att tolka lagen fanns rimligen inte kvar. Ändå fortsatte forskare runt om i Sverige att förstöra basmaterialet till sin forskning. Professor Gillberg i Göteborg förstörde underlaget till sin forskning på ungdomar med MBD. Elever vid försvarshögskolan, som i ett forskningsprojekt år 2009 undersökt muslimsk påverkan i bostadsområdet Rosengården i Malmö, har lämnat en rapport till regeringen men förstört basmaterialet i form av intervjuer med officiella personer.
De etiska frågorna i samband med nyheten om Metropolit-projektet, huruvida det är rätt att forska på individer utan att inhämta deras fulla samtycke, blev föremål för flera utredningar. 
En rapport framtagen av Brottsförebyggande rådet (BRÅ) fokuserade på Metropolit-debatten i massmedia under tiden den 10 februari - den 31 mars 1986. Rapporten fastslår att främst i debatten hade funnits frågan om den personliga integriteten varit hotad i detta forskningsprojekt.
Bara vid institutionen som låg bakom projektet, användes resultaten mellan 1975 och 1995 i mer än 40 studier. Cirka 4000 personer hade fram till 2015 valt att begära registerutdrag från projektet.
Projektet byggdes upp av Carl-Gunnar Janson vid Sociologiska institutionen på Stockholms universitet, och samlade under 20 års tid in omfattande data rörande personerna från ett antal myndighetsregister inkluderande förlossningsjournaler, folk- och bostadsräkningar, kriminalregister och polisregister, militära inskrivningsuppgifter, skolbetyg, kommunens socialregister, uppgifter från gymnasieskolan, taxeringsuppgifter, utdrag ur SPAR-registret, uppgifter från högskolan, socialstyrelsens födelsemeddelande, uppgifter om sjukdagar från riksförsäkringsverket, hälsoregistrets uppgifter om sjukdomar, uppgifter från nykterhetsvården och så vidare. Även aborter, nikotinvanor och antal böcker hemma i bokhyllan sparades. Detta underlättades i och med den ökade användningen av automatisk databehandling i ADB-system, som även tillät samkörning när forskarna väl samlat in uppgifterna.
Idag finns merparten av datan fortfarande tillgänglig för forskning men möjligheten att knyta den till ett personnummer finns inte längre.
Mellan 1975 och 1995 publicerades enbart av Sociologiska institutionen över 40 studier baserade på data från projektet.
2015 beskrevs projektet i radioprogrammet Tendens och att cirka 4000 personer valt att begära registerutdrag från projektet.